# Улица Освобождения Труда
Улица Освобождения Труда — улица в историческом центре Воронежа (Центральный район), проходит от улицы Сакко и Ванцетти до Крестьянской улицы. Протяжённость около 500 метров.

## История
Историческое название улицы — Введенская — получено по Введенской церкви, известной с 1700 года.
Современное название, с 1928 года, дано в духе господствовавшей тогда коммунистической идеологии.
Закрытый при советской власти Акатов монастырь, в конце 1980-х годов начал восстанавливаться

## Достопримечательности
д. 1 — Церковь Сергия Радонежского
д. 1В — Алексеево-Акатов монастырь

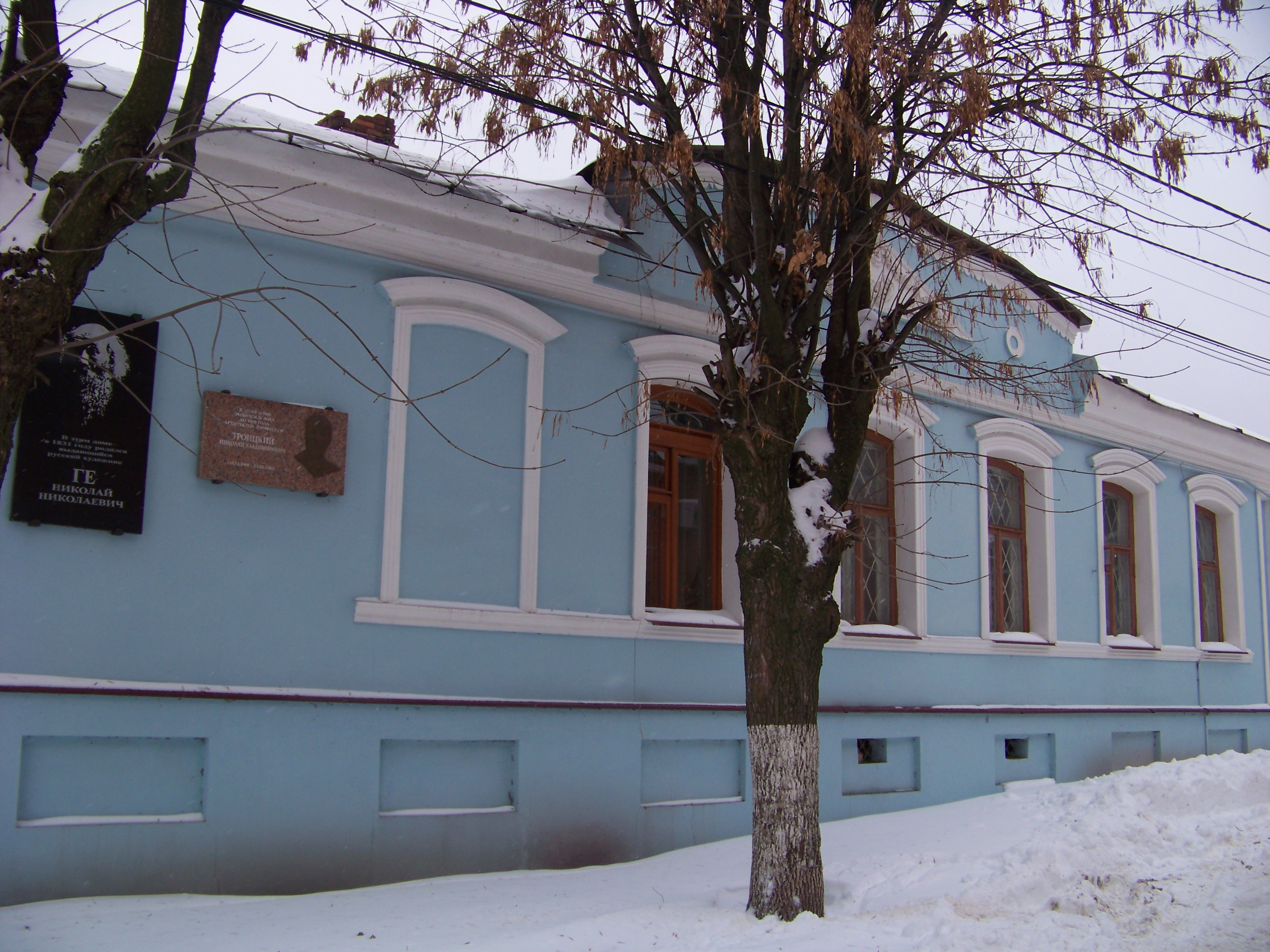
д. 7

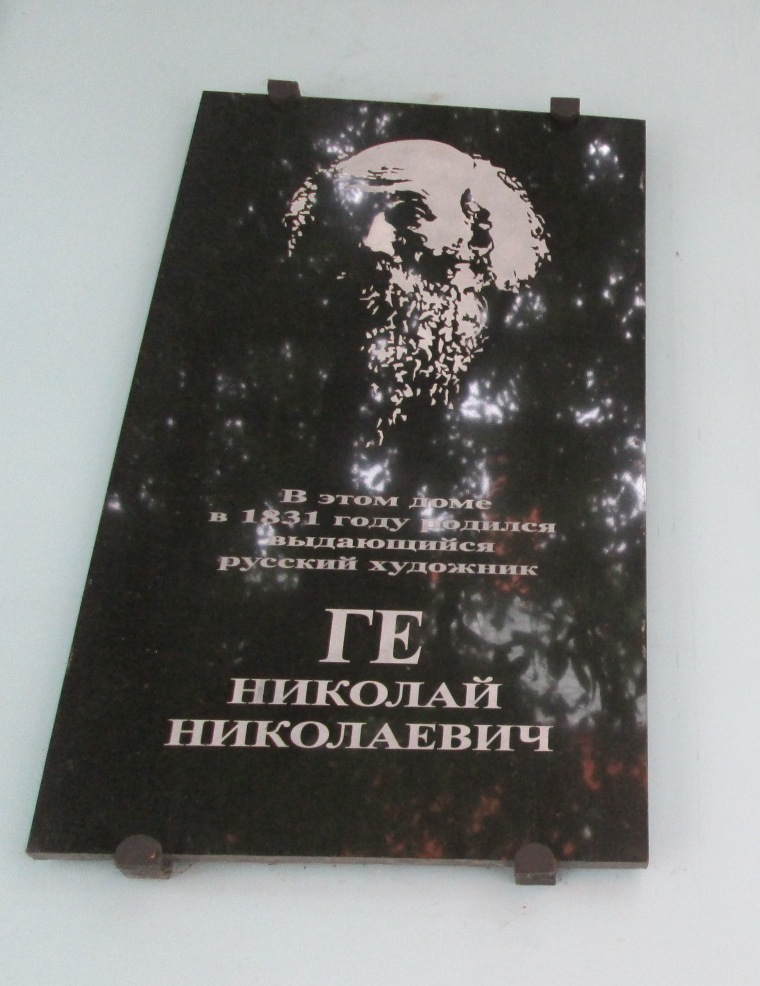
Мемориальная доска Н. Ге

д. 1В/5 — Церковь иконы Божией Матери Знамение
д. 7 — Усадьба Троицких, где родился архитектор Н. В. Троицкий
д. 9 — Дом майора М. И. Головина / Дом Чулковой
д. 16 — Усадьба А. В. Шестопаловой
д. 20 — Церковь Введения во храм Пресвятой Богородицы

## Известные жители
- д. 7 — Николай Ге (мемориальная доска), Николай Троицкий (мемориальная доска)[2], А. В. Думанский
- А. И. Шингарев (дом не сохранился)